# Ecnomiohyla fimbrimembra
Ecnomiohyla fimbrimembra is een kikker uit de familie boomkikkers (Hylidae). De soort komt voor in Costa Rica en westelijk Panama. De soort werd voor het eerst wetenschappelijk beschreven door Edward Harrison Taylor in 1948. Oorspronkelijk werd de wetenschappelijke naam Hyla fimbrimembra gebruikt.
Een opvallende uiterlijk kenmerk van de soort zijn huidflappen aan de randen van de poten. Deze huidflappen stellen de soort in staat te zweven van boom naar boom op een vergelijkbare wijze als de Aziatische kikkers uit het geslacht Rhacophorus. Volwassen exemplaren zijn 71 tot 86,5 mm groot. De vliegende boomkikker is nachtactief.
Bosgebieden op hoogtes tussen de 750 en 1900 meter in de Cordilerras de Tilarán, Central en Talamanca in Costa Rica en westelijk Panama vormen het leefgebied van de kikker. Verlies van leefgebied is de voornaamste bedreiging, maar doordat Ecnomiohyla fimbrimembra in de boomkruinen leeft is een inschatting van de status van de populaties moeizaam. In Panama zijn recente waarnemingen gedaan bij Cerro Horqueta in Parque Internacional La Amistad en in Parque Nacional Volcán Barú. De soort wordt in gevangenschap gehouden in El Valle Amphibian Conservation Center en in de Amerikaanse dierentuinen Zoo Atlanta en Henry Vilas Zoo in Madison.